# August Weihe
August Weihe (* 6. November 1840 in Sjörup, Gemeinde Ystad, Südschweden; † 1. Oktober 1896 In Herford) war ein deutscher Mediziner und Homöopath.

## Leben
Sein Großvater Carl Ernst August Weihe (1779–1834) war ein Botaniker, lernte beim Samuel Hahnemann und wurde erster Homöopath in Westfalen. Der Vater Hermann Friedrich Weihe (1814–?) wanderte als junger Mann nach Südschweden aus und erwarb dort ein Landgut, wo sein Sohn August im November 1840 geboren wurde. Im Jahr 1852 hat August Weihe als Zwölfjähriger Schweden verlassen.
August Weihe besuchte das Evangelisch Stiftische Gymnasium Gütersloh, wo er 1860 auch die Reifeprüfung ablegte. Er studierte in Bonn, Leipzig sowie an der Martin-Luther-Universität Halle-Wittenberg und schloss das Medizinstudium im Jahr 1865 mit der Dissertation De invaginatione seu intussusceptione canalis intestialis ab. Er sammelte berufliche Erfahrungen in einigen Krankenhäusern in Wien und war anschließend bis 1868 als Assistenzarzt bei seinem Onkel Justus Weihe (* 8. August 1808 in Bünde; † 1. Juli 1892 in Herford), der als homöopathischer Arzt in Herford wirkte, tätig. Im Jahr 1868 legte er das Dispensierexamen für homöopathische Ärzte ab und war fortan als niedergelassener Arzt samt Homöopath in Herford tätig. Als im Sommer 1870 der Deutsch-Französische Krieg begann, wurde er mobilisiert und diente elf Monate als Truppenarzt bei einem Reiterregiment.
Auf August Weihe gehen die im Jahre 1886 beschriebenen sogenannten Weiheschen Druckpunkte zurück, bei denen es sich um druckempfindliche Hautareale handelt, die nach der Gabe von homöopathischen Präparaten auftreten sollen. Sie wurden in der Folgezeit mit den Akupunkturpunkten der traditionellen chinesischen Medizin in Verbindung gebracht. Weihe selbst war die Akupunktur jedoch nicht bekannt. Ob die Weiheschen Druckpunkte tatsächlich mit bekannten Akupunkturpunkten übereinstimmen, ist unbekannt. Weihe beschrieb insgesamt 270 derartige druckschmerzhafte Punkte, die er jeweils bestimmten homöopathischen Mitteln zuordnete. Die Weihesche Druckpunktdiagnostik soll die Wahl eines geeigneten Mittels bei einer homöopathischen Behandlung zusätzlich zur üblichen Mittelwahl absichern helfen.

## Im Gedenken
Nach ihm wurde 1982 das August-Weihe-Institut für homöopathische Medizin e. V. in Detmold benannt.